# Salicornia perrieri
Salicornia perrieri är en amarantväxtart som beskrevs av Auguste Jean Baptiste Chevalier. Salicornia perrieri ingår i släktet glasörter, och familjen amarantväxter. Inga underarter finns listade i Catalogue of Life.